# Pieter Stevens
Pieter (též Peeter) Stevens (asi 1567 Mechelen – po 1626 Praha) byl nizozemský malíř -krajinář působící zejména ve službách císaře Rudolfa II. Prosazoval krajinomalbu jako samostatný žánr.

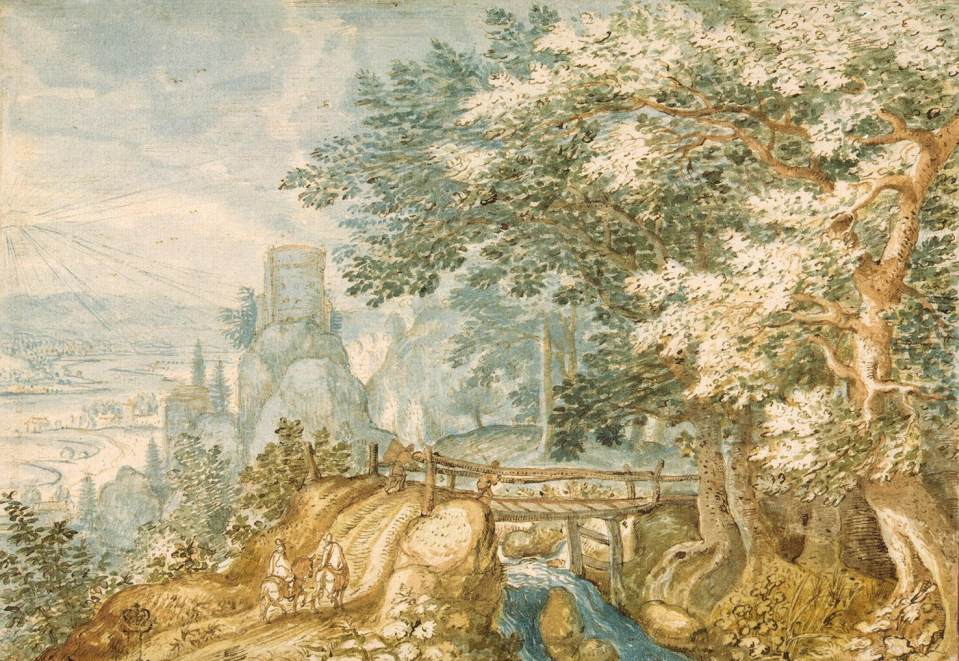
Pieter Stevens, Krajina s mostem (cca 1600, Ermitáž, Petrohrad)

## Životopis
Pieter Stevens z místa svého narození Mechelen cestoval za studiem malířství do některé z amsterodamských dílen) a poté se jako malíř usadil nejprve v Antverpách, kde byl roku 1589 přijat mezi mistry do cechu (gildy) svatého Lukáše. V letech 1590-1591 poobýval na studijní cestě v Římě, kde se seznamoval s italskou malbou i s díly tam působících nizozemských krajinářů. Nelze vyloučit, že jeho časné kresby římských a neapolských památek jsou jen kopiemi prací Jana Brueghela staršího (1568-1625), který v letech 1590-1594 tvořil jak v Římě, tak i v Neapoli.
Stevensovu krajinomalbu významně ovlivnili dva vlámští malíři a rytci – Hendrick van Cleve (1525 ?-1590/95) a Paulus Bril (1554-1626). Brilův vliv je patrný především v kresebných studiích Prahy, do které se Stevens přestěhoval po roce 1591. Smlouvou z 15. dubna 1594 byl jmenován dvorním krajinářem císaře Rudolfa II. V porovnání s předchozí olejomalbou, kresbami vesnických slavností a výhledy do krajiny, včetně antických ruin, se Stevens v Praze zaměřil na bezprostřední krajinomalbu. Začal se zajímat i o nový námět „marín“. Mohlo to souviset s příchodem Aegidia Sadelera (1570?-1629), předního manýristického rytce, do Prahy v roce 1597. Ten s sebou přivezl i rytiny a kresby s tímto námětem. Krajiny, které pak po roce 1600 Stevens vytvořil, vykazovaly v různé míře vliv všech výše uvedených malířů. Dokládá to především soubor rytin reprodukující Stevensovy kresby s námětem ročních období, které však vyryl Hendrik Hondius (1573-1650). V letech 1604-1607 vznikl další cyklus více než 50 akvarelů s vlámskými, římskými a pražskými motivy, přičemž především motivy Prahy se stávaly stále častější součástí Stevensových krajin. Ty pak sloužily jako kresebné podklady pro rytce Aegidia Sadelera, který podle nich v následujících letech zhotovil cykly mědirytin Osm českých krajin, Osm českých říčních krajin a po roce 1615 i cyklus Osm krajin z Čech.
Kromě kresebných studií krajín podle přírody dělal Stevens i komponované veduty, jež neodpovídaly přesně realitě, takzvaná "capriccia'. Nejznámějším z nich je pohled na panorama města, domněle Prahy.
Pop smrti císaře Rudolfa II. (1612) Pieter Stevens přešel do služeb knížete Karla I. z Lichtenštejna. Ví se ještě, že v roce 1624 propustil ze své dílny syna Antonína, naposledy je zmiňován v knize sdruženého cechu staroměstských a malostranských malířů v roce 1626. Pieter Stevens v Praze založil rodinnou tradici krajinomalby, v níž pokračoval jeho syn Antonín (kolem 1608 - asi 1675). Obliba jeho tvorby mu v roce 1643 vynesla přídomek „ze Steinfelsu“ a v roce 1652 se stal i správcem hradní obrazárny. Také vnuk Pietra Stevense, Jan Jakub Steinfels (1651-1730), byl malířem, ale specializoval se především na freskovou malbu.

## Umělecká tvorba

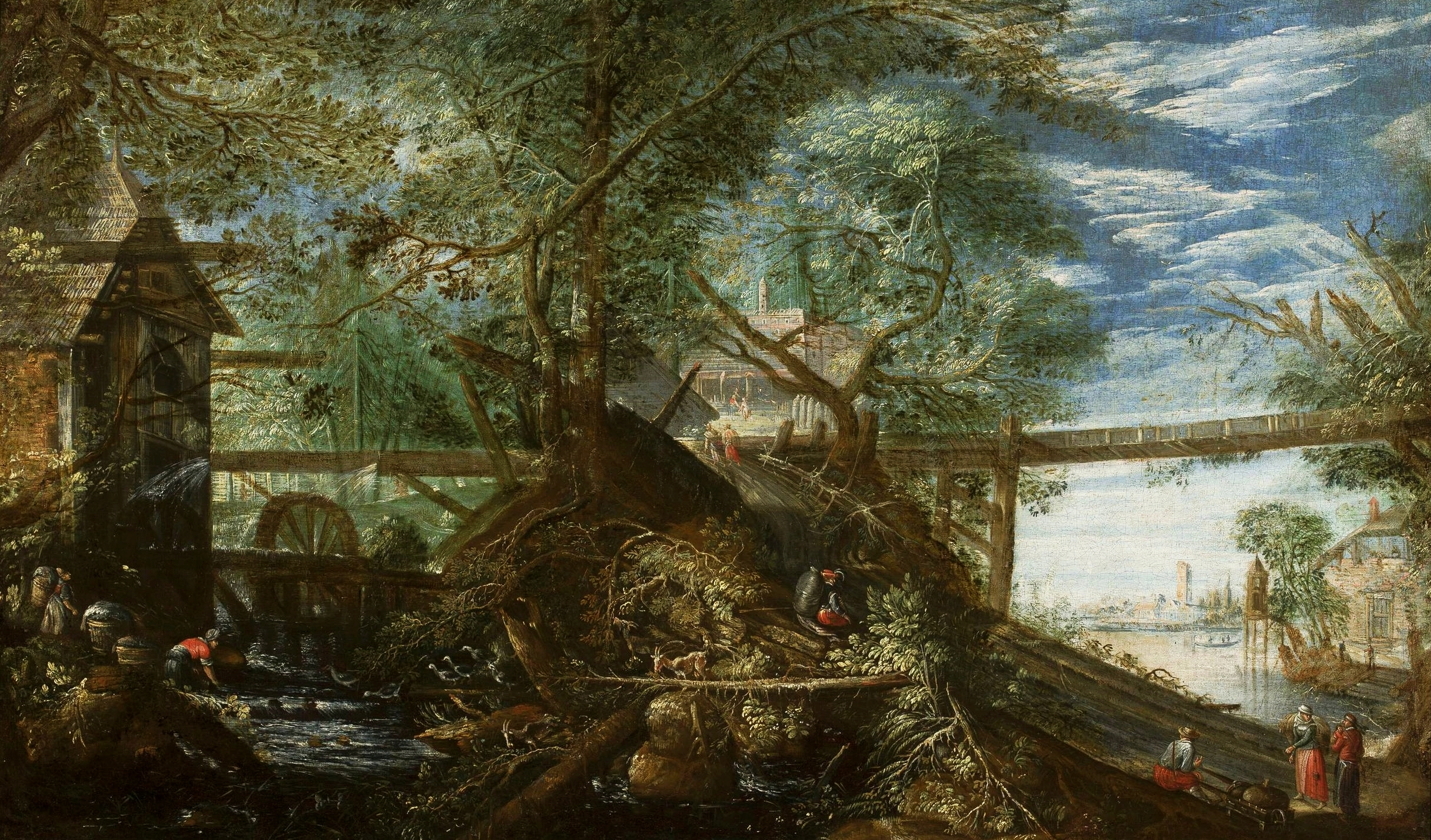
Pieter Stevens. Krajina s mlýnem (90. léta 16. století, Národní museum, Waršava)

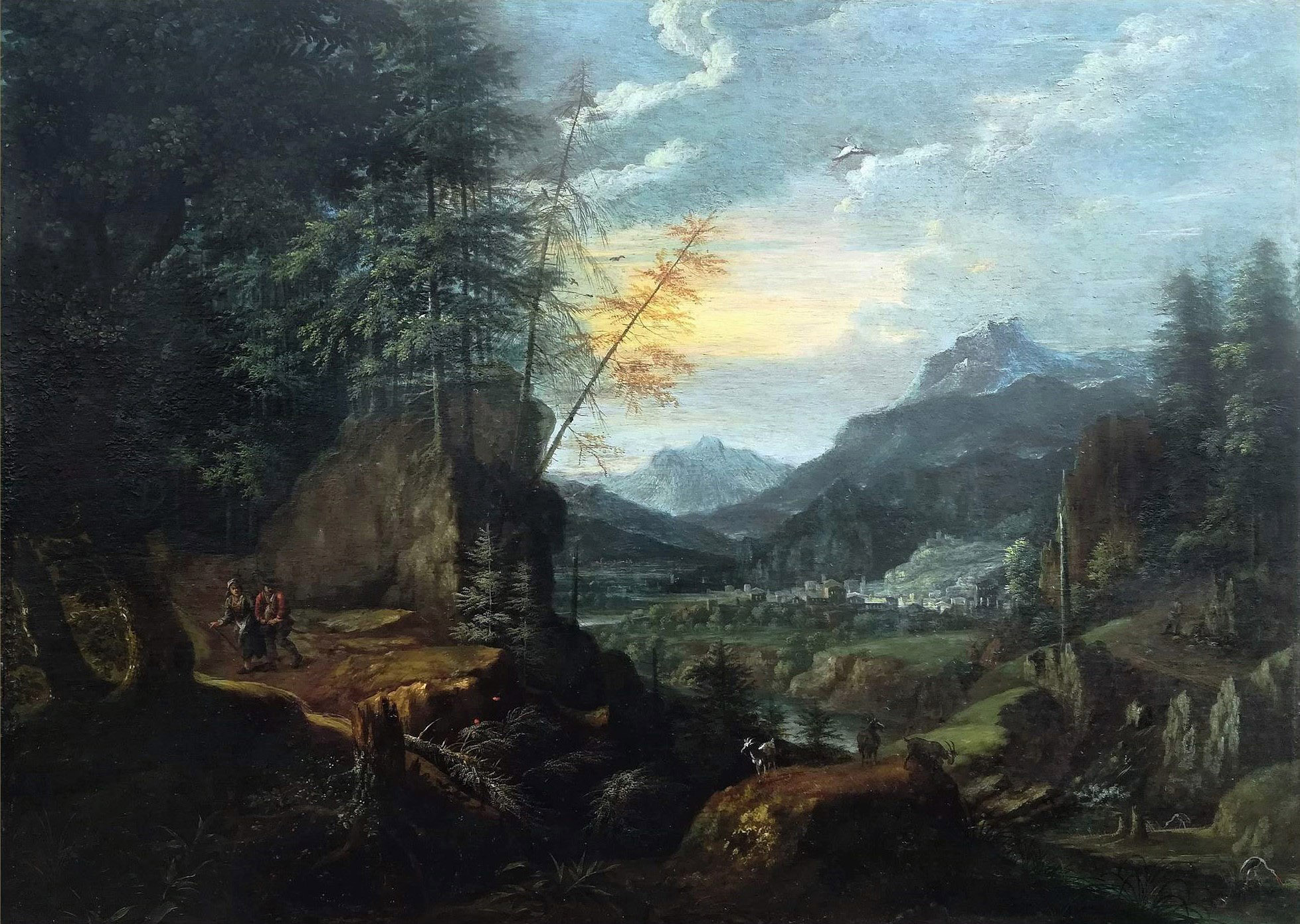
Pieter Stevens, olej na dřevě : Krajina s čápem

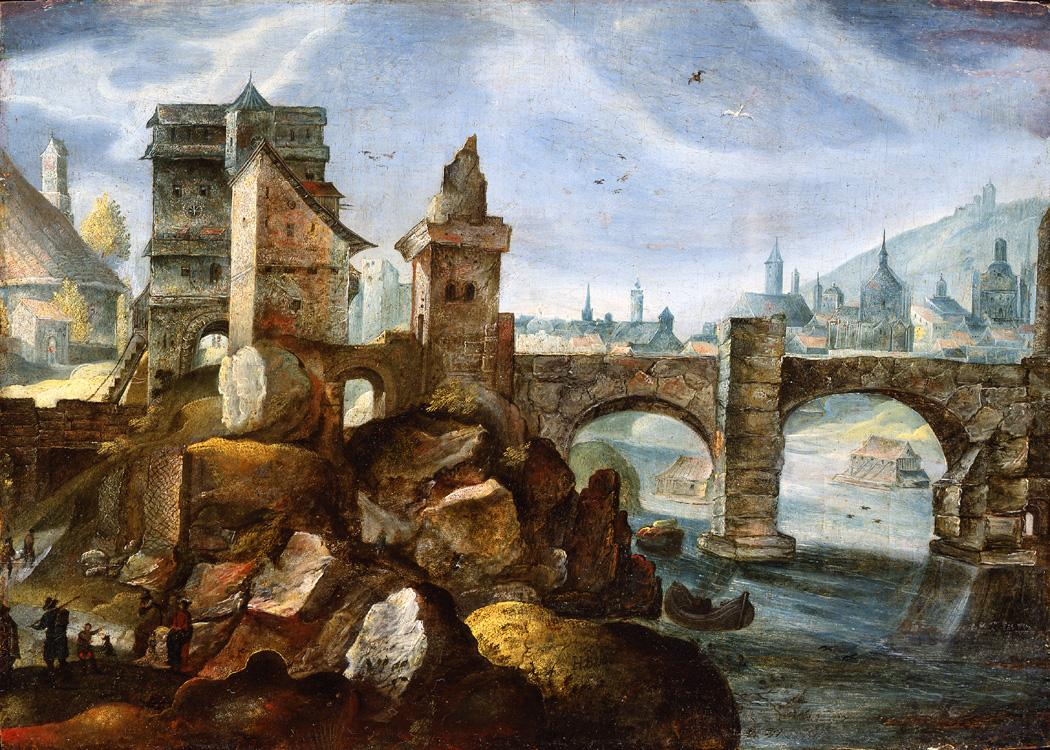
Městská krajina, tzv.capriccio, snad Praha

Peter Stevens vynikl malbou krajin a kresebnými studiemi přírody v době, kdy si krajinomalba začala získávat významné postavení ve výtvarném projevu 16. století. Napomáhala tomu i vzrůstající aktivita rytců, kteří podle obrazů a kresebných studií vytvářeli grafické listy pro umělecké kabinety šlechty a později i měšťanstva. Na přelomu 16. a 17. století krajinomalba procházela proměnou dobře patrnou ve Stevensově tvorbě. Zatímco na počátku 90. let 16. století se jeho krajiny vyznačovaly linearitou ne nepodobnou kresbám Paula Brila, krátce po příchodu do Prahy (1594) se Stevens začal věnovat malbě přímo v plenéru s cílem zachytit krajinu s větší věrohodností. Další proměny se v jeho tvorbě objevily s příchodem malíře Roelandta Saveryho a zlatníka Pauluse van Vianena do Prahy (1603), a následně i Jana Brueghela staršího, který se zde zastavil v roce 1604. Bylo to však především Vianenovo vidění přírodních detailů, které se stalo silným impulsem pro Stevensovu přesnost záznamu, intimitu malých krajinných výseků a atmosférických efektů. Podobně jako Vianen začal i Stevens některé své kresby barevně lavírovat s cílem dosáhnout větší prostorovosti zobrazených krajin. Současně ho začala inspirovat atmosféra měst, především Prahy a Říma. Nejednalo se přitom o celkové pohledy na tato města, ale o zachycení jejich vybraných částí, především těch, které vypovídaly o městském životě. Asi po roce 1604 tak vznikl soubor pohledů na města zahrnující i Stevensovy starší studie. Pražské motivy dokonce zakomponovával do krajinných pohledů, a to nejen ve svých obrazech, z nichž, podobně jako z jeho kreseb, Aegidius Sadeler vybíral podklady pro své mědirytiny. Dokladem toho je Stevensův obraz z roku 1600 Krajina s řekou a kamenným mostem, dnes v soukromé sbírce, který Sadelorovi posloužil jako předloha pro jeho grafickou reprodukci Selský statek na břehu řeky z cyklu Osm pohledů z Čech. Mezi roky 1605 až 1610 Sadeler vyryl podle Stevensových kreseb dvě série mědirytin. A tak vedle cyklu Osm českých krajin vznikl i soubor Osmi českých říčních krajin. Po roce 1615 vznikla další série nazvaná Osm pohledů z Čech. Poslední sérii nazvanou Roční období podle Stevensových kreseb Sadeler vyryl až kolem roku 1620. Kromě samostatných krajin Stevens zanechal i žánrová díla (Kristus Dobrý pastýř; Joanneum, Štýrský Hradec) nebo Krajina s poustevníkem (1609, Muzeum Braunschweig). Závěrečná léta Stevensovy tvorby jsou dosud nedoložená snad i proto, že na jeho tvorbu ve službách Karla I. z Lichtenštejna plynule navázal Pieterův syn Antonín.

## Historický význam
Uměleckohistorický význam krajinářské tvorby Pietera Stevense spočívá nejen v jeho obrazech krajin, ale zejména v jeho plenérových kresebných studiích zachycujících ráz přírody v různých ročních obdobích a za odlišného počasí. Jeho kresebné studie Prahy pak mají i význam historického dokumentu. Pieter Stevens významně přispěl k rozvoji krajinomalby jako samostatného uměleckého žánru.

## Výstavy Stevensových děl v České republice
- 2012 Pieter Stevens na dvoře Rudolfa II., Národní galerie, Praha, Schwarzenberský palác. Doba konání: únor–duben. Kurátorka výstavy: Anna Rollová